# Apolônio Brasil, o Campeão da Alegria
Apolônio Brasil, o Campeão da Alegria é um filme brasileiro de 2003, do gênero comédia dramático-musical, dirigido e roteirizado por Hugo Carvana e com música de David Tygel.

## Sinopse
Apolônio Brasil foi um famoso músico nas noites boêmias do Rio de Janeiro e seu único legado ao filho foi seu próprio cérebro, retirado após sua morte. O filho, um jovem escritor, tenta resgatar o cérebro do pai das mãos de um cientista louco, que pretende transformá-lo em lucrativo negócio internacional.

## Elenco
- Marco Nanini .... Apolônio Brasil
- José Lewgoy .... Dr. Boris Lewinsky
- Louise Cardoso .... Milu
- Antonio Pitanga .... Coice
- Marcos Paulo .... Paulo Antônio
- Sylvia Bandeira .... Dona Guiomar
- Alessandra Verney .... Tânia
- Caio Junqueira .... Apolônio jovem
- Antônio Pedro .... Zeca
- Jonas Bloch .... General
- Anselmo Vasconcelos .... Apresentador de rádio
- Raul Serrador .... Pedro X
- Totia Meireles .... Namorada de Apolônio
- Bruce Gomlevsky .... Paluca
- Maria Gladys .... Babalu
- Paulo Júnior
- Carlos Manga .... Ele mesmo
- Vera Holtz .... Mendiga
- Lu Grimaldi .... Professora de música
- Glória Portela
- Ruy Faria
- Adriana Garambone
- Cristine Amadeo .... Dona Neném
- Joana Medeiros
- Ricardo Petraglia .... Jornalista
- José D'Artagnan Júnior
- Hugo Carvana .... Mendigo
- Paulo José
- Juliana Teixeira
- Denise Bandeira
- Fernanda Lobo
- Marc Franken .... Apolônio menino
- Gustavo Pereira .... Pedro X menino
- Camila Rochele .... Milu menina
- Cristine Josme .... Milu jovem
- Os Cariocas

## Prêmios e indicações
31º Festival de Gramado 2003 (Brasil)
- Recebeu o Prêmio Especial do Júri.
- Foi indicado na categoria de Melhor Filme.